# Рудаков Олександр Петрович
Олександр Петрович Рудаков (11 вересня 1910, Пологи, Воскресенська волость, Олександрівський повіт, Катеринославська губернія, Російська імперія, тепер місто Запорізької області — 10 липня 1966, Москва, СРСР) — український радянський і компартійний діяч, депутат Верховної Ради СРСР 6—7-го скликань, депутат Верховної Ради УРСР 2—3-го скликань. Кандидат у члени ЦК КПРС в 1956—1962 роках. Член ЦК КПРС у 1962—1966 роках. Кандидат у члени ЦК КП(б)У в 1949—1952 роках. Член ЦК КПУ в 1952—1956 роках.

## Біографія
Народився в родині службовця. Закінчив сім класів неповної середньої школи на Петровському руднику Донбасу.
У 1925 році вступив до комсомолу. З 1927 року працював плакатистом Будинку культури, а з 1928 року — кріпильником, лебідчиком, забійником на шахтах № 1 та № 4—2 Петровського рудника Донбасу.
Член ВКП(б) з 1931 року.
У 1930 році відряджений на навчання на робітничий факультет Ленінградського гірничого інституту. У 1932—1937 роках — студент Ленінградського гірничого інституту.
З 1936 року — на комсомольській роботі. У 1937 році закінчив Ленінградський гірничий інститут.
З січня 1938 року — інструктор, з березня 1938 року — відповідальний організатор відділу керівних партійних органів ЦК КП(б)У по Донецькій області. З липня 1938 року — помічник 1-го секретаря ЦК КП(б) України Микити Хрущова.
У 1938—1942 роках — завідувач вугільно-рудного відділу ЦК КП(б)У, заступник завідувача відділу вугільної промисловості ЦК КП(б)У.
Під час німецько-радянської війни у 1941—1942 роках був уповноваженим Військової Ради Південно-Західного фронту. У вересні 1942 — квітні 1944 року — інструктор Управління кадрів ЦК ВКП(б).
З травня 1944 по листопад 1948 року — завідувач відділу вугільної промисловості ЦК КП(б)У. Одночасно в грудні 1946 (затверджений) — листопаді 1948 року — заступник секретаря ЦК КП(б)У по вугільній промисловості.
У грудні 1948 — січні 1953 року — завідувач відділу важкої промисловості ЦК КП(б)У.
У січні 1953 — червні 1954 року — завідувач відділу партійних, профспілкових і комсомольських органів ЦК КПУ.
З червня 1954 до 10 липня 1966 року — завідувач відділу важкої промисловості ЦК КПРС.
23 листопада 1962 — 10 липня 1966 року — секретар ЦК КПРС. 23 листопада 1962 — 16 листопада 1964 року — голова Бюро ЦК КПРС по промисловості і будівництву.

## Нагороди
- два ордени Леніна
- орден Трудового Червоного Прапора
- орден «Знак Пошани»
- медалі